# Subíndice y superíndice

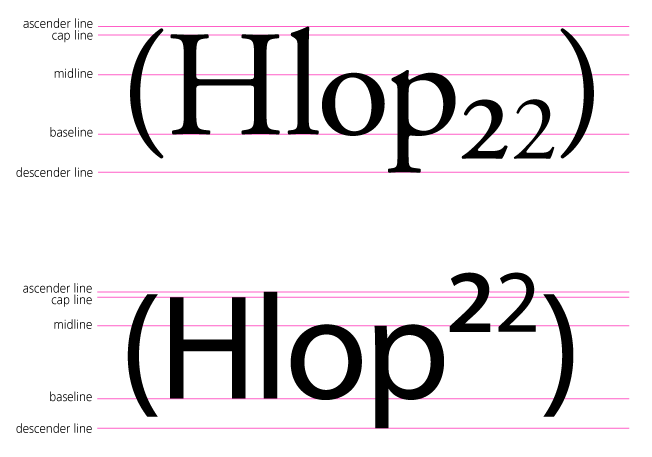
Ejemplos de subíndice (Hlop_{22}) y superíndice (Hlop^{22})

En tipografía, un subíndice y un superíndice son aquellas cifras, letras, símbolos o indicadores que aparecen en tamaño más pequeño que la escritura del resto del texto y que se encuentran ligeramente por debajo (subíndice) o por encima (superíndice) de la línea de escritura (línea base o línea de base o línea basal). Los subíndices aparecen en la línea base o por debajo de ella, mientras que los superíndices aparecen por encima. Los subíndices y superíndices quizás más conocidos son los que aparecen en las fórmulas matemáticas (índices), en las expresiones y descripciones de compuestos químicos o isótopos y en las referencias bibliográficas, pero tienen también otros muchos usos.[cita requerida]
En tipografía profesional, los subíndices y superíndices no son simplemente caracteres ordinarios reducidos en tamaño; para mantenerlos visualmente similares al del resto de la tipografía, los diseños tipográficos hacen que sean ligeramente más intensos de lo que sería simplemente un carácter de tamaño reducido. Asimismo, el espacio que el texto en subíndice o superíndice se desplaza hacia arriba o hacia abajo desde la línea de base original varía según el tipo de letra y según el uso.[cita requerida]
En tipografía, esos tipos suelen llamarse letras, figuras, etcétera, superiores e inferiores o simplemente superiores e inferiores. En inglés, el uso de superíndices en texto narrativo es relativamente raro. Se utilizan cifras en superíndices o subíndices en fracciones y en otros textos de cualquiera otra índole, mientras que los subíndices se usan frecuentemente en textos de química y matemáticas.

## Usos
Un mismo tipo de letra puede contener subíndices y superíndices en diferentes posiciones para diferentes usos. Debido a que cada posición se utiliza en contextos diferentes, no todos los caracteres alfanuméricos pueden estar disponibles en todas las posiciones. Por ejemplo, los subíndices sobre la línea de base son muy raros, y muchas tipografías solamente ofrecen un número limitado de letras en superíndice. A pesar de estas diferencias, todos los glifos de tamaño reducido llevan el mismo nombre genérico de subíndice y superíndice. Hay que tener en cuenta que los términos subíndice y superíndice son sinónimos de los términos letra inferior (o número) y letra superior (o número), respectivamente.[cita requerida]

## Codificación digital
Tanto en HyperText Markup Language (HTML) como en la sintaxis wiki o wikitexto (wiki syntax), un texto subíndice se produce poniéndolo dentro de las etiquetas <sub> y </sub>. De forma similar, los superíndices se producen con <sup> y </sup>. La dimensión y posición exacta de los caracteres resultantes variará con la fuente y el navegador, pero por lo general se reducen a alrededor de un 75 por ciento del tamaño original.

### Unicode
Unicode define caracteres de subíndice y superíndice en varias áreas; en particular, tiene un conjunto completo de dígitos y letras en superíndice y subíndice. Debido a la popularidad del uso de estos caracteres para formar fracciones, la mayoría de las fuentes modernas representan la mayoría o todos ellos como superíndices de altura de mayúscula y subíndices de línea de base, aunque en ocasiones la misma fuente alinee letras y números de diferentes maneras.
Los consorcios  W3C y Unicode han publicado la recomendación sobre la elección entre usar etiquetas de marcado y caracteres de superíndice y subíndice:

Cuando se usa en un contexto matemático (MathML), se recomienda usar consistentemente marcado de estilo para superíndices y subíndices […] Sin embargo, cuando los superíndices y subíndices deben reflejar distinciones semánticas, es más fácil trabajar con estos significados codificados en texto en lugar de marcado, por ejemplo, en la transcripción fonética o fonémica.

Los dígitos en superíndice más comunes (1, 2, 3) aparecían en ISO-8859-1 y, por lo tanto, se trasladaron a los mimsos puntos de código del bloque Latino-1 de Unicode. El resto de números fueron colocados más tarde de U+2070 a U+209F. En la siguiente tabla cada carácter de superíndice o subíndice está precedido por una x normal con propósito comparativo.
|        | 0  | 1  | 2  | 3  | 4  | 5  | 6  | 7  | 8  | 9  | A  | B  | C  | D  | E  | F  |
| ------ | -- | -- | -- | -- | -- | -- | -- | -- | -- | -- | -- | -- | -- | -- | -- | -- |
| U+00Bx |    |    | x² | x³ |    |    |    |    |    | x¹ |    |    |    |    |    |    |
| U+207x | x⁰ | xⁱ |    |    | x⁴ | x⁵ | x⁶ | x⁷ | x⁸ | x⁹ | x⁺ | x⁻ | x⁼ | x⁽ | x⁾ | xⁿ |
| U+208x | x₀ | x₁ | x₂ | x₃ | x₄ | x₅ | x₆ | x₇ | x₈ | x₉ | x₊ | x₋ | x₌ | x₍ | x₎ |    |
| U+209x | xₐ | xₑ | xₒ | xₓ | xₔ | xₕ | xₖ | xₗ | xₘ | xₙ | xₚ | xₛ | xₜ |    |    |    |

También existen versiones de las letras del alfabeto latino, aunque el único conjunto completo es el de las minúsculas en superíndice, a los otros les faltan letras. Según el navegador, las fuentes instaladas y el sistema operativo, estos caracteres se muestran en diferentes tamaños y posiciones, en parte debido a que sus puntos de código pertenenecen a diferentes bloques Unicode. Las celdas sombreadas indican mayúsculas que no se diferencian mucho de las minúsculas o de letras griegas por lo que no es probable que Unicode las llegue a añadir.
|                          | A | B | C | D | E | F | G | H | I | J | K | L | M | N | O | P | Q | R | S | T | U | V | W | X | Y | Z |
| ------------------------ | - | - | - | - | - | - | - | - | - | - | - | - | - | - | - | - | - | - | - | - | - | - | - | - | - | - |
| Minúscula en superíndice | ᵃ | ᵇ | ᶜ | ᵈ | ᵉ | ᶠ | ᵍ | ʰ | ⁱ | ʲ | ᵏ | ˡ | ᵐ | ⁿ | ᵒ | ᵖ | 𐞥 | ʳ | ˢ | ᵗ | ᵘ | ᵛ | ʷ | ˣ | ʸ | ᶻ |
| Mayúscula en superíndice | ᴬ | ᴮ | ꟲ | ᴰ | ᴱ | ꟳ | ᴳ | ᴴ | ᴵ | ᴶ | ᴷ | ᴸ | ᴹ | ᴺ | ᴼ | ᴾ | ꟴ | ᴿ |   | ᵀ | ᵁ | ⱽ | ᵂ |   |   |   |
| Versalita en superíndice |   | 𐞄 |   |   |   |   | 𐞒 | 𐞖 | ᶦ |   |   | ᶫ |   | ᶰ |   |   |   | 𐞪 |   |   | ᶸ |   |   |   | 𐞲 |   |
| Minúscula en subíndice   | ₐ |   |   |   | ₑ |   |   | ₕ | ᵢ | ⱼ | ₖ | ₗ | ₘ | ₙ | ₒ | ₚ |   | ᵣ | ₛ | ₜ | ᵤ | ᵥ |   | ₓ |   |   |
| Minúscula sobrescrita    | ◌ͣ | ◌ᷨ | ◌ͨ | ◌ͩ | ◌ͤ | ◌ᷫ | ◌ᷚ | ◌ͪ | ◌ͥ |   | ◌ᷜ | ◌ᷝ | ◌ͫ | ◌ᷠ | ◌ͦ | ◌ᷮ |   | ◌ͬ | ◌ᷤ | ◌ͭ | ◌ͧ | ◌ͮ | ◌ᷱ | ◌ͯ |   | ◌ᷦ |
| Mayúscula sobrescrita    |   |   |   |   |   |   | ◌ᷛ |   |   |   |   | ◌ᷞ | ◌ᷟ | ◌ᷡ |   |   |   | ◌ᷢ |   |   |   |   |   |   |   |   |
| Minúscula suscrita       |   |   |   |   |   |   |   |   |   |   |   |   |   |   |   |   |   | ◌᷊ |   |   |   |   | ◌ᪿ |   |   |   |
| Griegas en superíndice   | ᵅ | ᵝ | ᵞ | ᵟ | ᵋ |   |   | ᶿ | ᶥ |   |   |   |   |   |   |   |   |   |   |   |   | ᶹ | ᵠ | ᵡ |   |   |
| Griegas en subíndice     |   | ᵦ | ᵧ |   |   |   |   |   |   |   |   |   |   |   |   |   |   | ᵨ |   |   |   |   | ᵩ | ᵪ |   |   |